# Chad Marshall
Chad Marshall (Riverside, 22 augustus 1984) is een Amerikaans professioneel voetballer die bij voorkeur als verdediger speelt. Hij verruilde in 2014 Columbus Crew voor Seattle Sounders.

## Clubcarrière
Marshall werd als tweede gekozen door Columbus Crew in de MLS SuperDraft 2004. Zijn eerste jaar was direct succesvol. Hij speelde achtentwintig wedstrijden en won met de Columbus Crew de MLS Supporters' Shield. Hij werd daarbij tweede in de strijd om de MLS Rookie of the Year, een prijs voor de beste speler in zijn eerste professionele jaar, die uiteindelijk door Clint Dempsey werd gewonnen. Aan zijn vele speelminuten bij The Crew kwam in 2007 een eind. Door een hersenschudding kwam hij slechts twaalf keer in actie. Marshall had echter een sterke terugkeer in 2008. Hij speelde in negenentwintig wedstrijden en won met Columbus zowel de MLS Supporters' Shield als de MLS Cup 2008. In datzelfde jaar werd hij ook tot MLS Defender of the Year bekroont.
In 2008 verliep het contract van Marshall bij Columbus. Hij had vervolgens een korte stagen bij het Duitse 1. FSV Mainz 05 maar tekende op 26 december 2008 toch weer bij Columbus. Hij werd in 2011 tot aanvoerder van het team benoemd na het vertrek van Frankie Hejduk. In december van 2011 tekende hij een contractverlenging bij Columbus dat hem tot 2015 aan de club verbonden houdt. Op 12 december 2013 tekende Marshall bij Seattle Sounders. Daarmee kwam er na tien jaar een einde aan Marshall's dienst bij Columbus Crew. Op 8 maart 2014 maakte hij tegen Sporting Kansas City zijn debuut voor Seattle. Zijn eerste doelpunt voor de club maakte hij op 3 mei 2014 tegen Philadelphia Union. Marshall werd aan het einde van het seizoen tot 'MLS Defender of the Year' benoemd.

## Interlandcarrière
Onder leiding van bondscoach Bruce Arena maakte Marshall zijn debuut voor het Amerikaanse nationale elftal op 9 maart 2005 in de vriendschappelijke wedstrijd tegen Colombia (3-0), net als Jon Busch, Richie Kotschau en Nat Borchers. Hij nam een van de drie Amerikaanse treffers voor zijn rekening in dat duel. Het duurde vervolgens vier jaar voordat hij weer in het shirt van Amerika uitkwam. In 2009 behoorde hij namelijk tot de Amerikaanse selectie dat deelnam aan de Gold Cup in. Op 11 mei 2010 selecteerde bondscoach Bob Bradley hem tot de dertig koppige selectie voor het WK 2010. De uiteindelijke selectie van drieëntwintig man die naar Zuid-Afrika afreisden behaalde hij niet.